# Punxsutawney
Punxsutawney es un borough ubicado en el condado de Jefferson en el estado estadounidense de Pensilvania. En el año 2000 tenía una población de 6.271 habitantes y una densidad poblacional de 719 personas por km². El borough es famoso porque se cree, según la tradición, que cada 2 de febrero (día de la Marmota) la marmota Phil predice si la primavera de ese año se adelantará o no.
La localidad se ha vuelto universalmente conocida porque en ella transcurre la trama del filme de Harold Ramis Groundhog Day (1993), con Bill Murray y Andie MacDowell, pese a que las localizaciones verdaderas de filmación corresponden a otros lugares.

## Geografía
Punxsutawney se encuentra ubicado en las coordenadas 40°56′44″N 78°58′31″O / 40.94556, -78.97528.

## Demografía
Según la Oficina del Censo en 2000 los ingresos medios por hogar en la localidad eran de $26.250 y los ingresos medios por familia eran $33.054. Los hombres tenían unos ingresos medios de $28.958 frente a los $19.076 para las mujeres. La renta per cápita para la localidad era de $14.802. Alrededor del 16,9% de la población estaba por debajo del umbral de pobreza.